# Quantenhypothese
Die Quantenhypothese wurde 1900 formuliert und besagte, dass Strahlung (z. B. Licht) mit Materie nicht beliebige Energiemengen austauschen kann, sondern nur bestimmte diskrete „Energiepakete“, die Quanten (von lat. quantum = „wie viel“) genannt werden. Dies wurde experimentell bestätigt, insbesondere 1922 mit der Entdeckung des Compton-Effekts. Man spricht daher nicht mehr von einer „Hypothese“.

## Geschichte
Die Hypothese wurde von Max Planck im Jahr 1900 eingeführt, um sein Strahlungsgesetz des schwarzen Körpers herzuleiten. Demnach beträgt die Energiemenge {\displaystyle \Delta E}, die von einem Strahlungsfeld der Frequenz {\displaystyle \nu } abgegeben oder aufgenommen wird,
{\displaystyle \Delta E=h\nu }
oder ein ganzzahliges Vielfaches davon. Hierbei ist {\displaystyle h} die Planck-Konstante.
Planck stand seiner eigenen Hypothese zunächst sehr skeptisch gegenüber.
Albert Einstein schlug vor, dass es sich bei diesen Quanten nicht um eine bloße Rechengröße handele, sondern dass das Strahlungsfeld selbst aus Quanten bestehe. Mit dieser Hypothese gelang es ihm 1905, die experimentellen Befunde des äußeren photoelektrischen Effektes zu erklären. Für diese Arbeit erhielt Einstein 1921 den Nobelpreis. Später wurde für die Lichtquanten der Begriff Photonen eingeführt.
Die Quantenhypothese erwies sich nicht nur als notwendig für die Herleitung des Planckschen Strahlungsgesetzes und des photoelektrischen Effektes, sondern auch für die Erklärung der Linienspektren und der kurzwelligen Grenze der Röntgenstrahlung, um nur einige Beispiele zu nennen.
Plancks Herleitung des Strahlungsgesetzes gilt als die Geburtsstunde der Quantenphysik. Quanten sind heute keine Hypothese mehr, sondern eine in unzähligen Experimenten empirisch gut belegte Tatsache. So wurde 1922 mit dem Compton-Effekt die Teilchennatur von Röntgenphotonen nachgewiesen. Seit Ende der 1930er Jahre steht mit dem Photomultiplier ein Gerät zur Verfügung, mit dem einzelne Lichtquanten detektiert und gezählt werden können.